# كريغ (ألاسكا)
كريغ (بالإنجليزية: Craig, Alaska) هي مدينة تقع في ولاية ألاسكا في الولايات المتحدة. تبلغ مساحة هذه المدينة 24.3 (كم²)، وترتفع عن سطح البحر م، بلغ عدد سكانها 1201 نسمة في عام 2010 حسب إحصاء مكتب تعداد الولايات المتحدة.

## التركيبة السكانية
حدّد مكتب تعداد الولايات المتحدة بيانات التركيبة السكانية لكريغ في تعداد الولايات المتحدة. في ما يلي، التركيبة السكانية حسب تعدادي 2000 و2010.

### تعداد عام 2000
بلغ عدد سكان كريغ 1,397 نسمة بحسب تعداد عام 2000، وبلغ عدد الأسر 523 أسرة وعدد العائلات 349 عائلة مقيمة في المدينة. في حين سجلت الكثافة السكانية 56.7 نسمة لكل كيلومتر مربع (146.9/ميل2). وبلغ عدد الوحدات السكنية 580 وحدة بمتوسط كثافة قدره 23.6 لكل كيلومتر مربع (61.1/ميل2).
وتوزع التركيب العرقي للمدينة بنسبة 67.07% من البيض و0.07% من الأمريكيين الأفارقة و21.69% من الأمريكيين الأصليين و0.57% من الأمريكيين ذوي الأصول الآسيوية و0.57% من الأعراق الأخرى و10.02% من عرقين مختلطين أو أكثر و2.79% من الهسبانيون أو اللاتينيون من أي عرق.
بلغ عدد الأسر 523 أسرة كانت نسبة 43.6% منها لديها أطفال تحت سن الثامنة عشر تعيش معهم، وبلغت نسبة الأزواج القاطنين مع بعضهم البعض 49.9% من أصل المجموع الكلي للأسر، ونسبة 11.5% من الأسر كان لديها معيلات من الإناث دون وجود شريك،  بينما كانت نسبة 5.4% من الأسر لديها معيلون من الذكور دون وجود شريكة وكانت نسبة 33.3% من غير العائلات. تألفت نسبة 25.2% من أصل جميع الأسر من عدة أفراد يعيشون في نفس المنزل ونسبة 3.8% كانت تتألف من شخص يعيش بمفرده يبلغ من العمر 65 عاماً أو أكثر. وبلغ متوسط حجم الأسرة المعيشية 2.63، أما متوسط حجم العائلات فبلغ 3.16.
بلغ العمر الوسطي للسكان 33.8 عاماً. وكانت نسبة 31.7% من القاطنين تحت سن الثامنة عشر، وكانت نسبة 7.8% بين الثامنة عشر والرابعة والعشرين عاماً، ونسبة 31.1% كانت واقعةً في الفئة العمرية ما بين الخامسة والعشرين والرابعة والأربعين عاماً، ونسبة 23.3% كانت ما بين الخامسة والأربعين والرابعة والستين، ونسبة 4.5% كانت ضمن فئة الخامسة والستين عاماً فما فوق. يوجد لكل 100 أنثى 117.7 ذكر، ويوجد لكل 100 أنثى في الثامنة عشر من عمرها فما فوق 116.0 ذكر.
بلغ متوسط دخل الأسرة في المدينة 45,298 دولارًا، أما متوسط دخل العائلة فبلغ 52,500 دولارًا. وكان متوسط دخل الذكور 41,111 دولارًا مقابل 23,558 دولارًا للإناث. وسجل دخل الفرد الخاص بالمدينة 20,176 دولارًا. وكانت نسبة 7.8% من العائلات ونسبة 9.8% من السكان تحت خط الفقر، وكان من هؤلاء نسبة 14.6% تحت سن الثامنة عشر ونسبة 0% في الخامسة والستين من العمر وما فوق.

### تعداد عام 2010
بلغ عدد سكان كريغ 1,201 نسمة بحسب تعداد عام 2010، وبلغ عدد الأسر 470 أسرة وعدد العائلات 293 عائلة مقيمة في المدينة. في حين سجلت الكثافة السكانية 48.8 نسمة لكل كيلومتر مربع (126.4/ميل2). وبلغ عدد الوحدات السكنية 537 وحدة بمتوسط كثافة قدره 21.8 لكل كيلومتر مربع (56.5/ميل2).
وتوزع التركيب العرقي للمدينة بنسبة 65.03% من البيض و0.33% من الأمريكيين الأفارقة و19.98% من الأمريكيين الأصليين و0.75% من الأمريكيين ذوي الأصول الآسيوية و0.17% من سكان جزر المحيط الهادئ و0.42% من الأعراق الأخرى و13.32% من عرقين مختلطين أو أكثر و3.25% من الهسبانيون أو اللاتينيون من أي عرق.
بلغ عدد الأسر 470 أسرة كانت نسبة 37.2% منها لديها أطفال تحت سن الثامنة عشر تعيش معهم، وبلغت نسبة الأزواج القاطنين مع بعضهم البعض 42.1% من أصل المجموع الكلي للأسر، ونسبة 12.8% من الأسر كان لديها معيلات من الإناث دون وجود شريك،  بينما كانت نسبة 7.4% من الأسر لديها معيلون من الذكور دون وجود شريكة وكانت نسبة 37.7% من غير العائلات. تألفت نسبة 28.3% من أصل جميع الأسر من عدة أفراد يعيشون في نفس المنزل ونسبة 5.3% كانت تتألف من شخص يعيش بمفرده يبلغ من العمر 65 عاماً أو أكثر. وبلغ متوسط حجم الأسرة المعيشية 2.53، أما متوسط حجم العائلات فبلغ 3.09.
بلغ العمر الوسطي للسكان 36.4 عاماً. وكانت نسبة 28.2% من القاطنين تحت سن الثامنة عشر، وكانت نسبة 8.1% بين الثامنة عشر والرابعة والعشرين عاماً، ونسبة 26% كانت واقعةً في الفئة العمرية ما بين الخامسة والعشرين والرابعة والأربعين عاماً، ونسبة 30.6% كانت ما بين الخامسة والأربعين والرابعة والستين، ونسبة 7.1% كانت ضمن فئة الخامسة والستين عاماً فما فوق. وتوزع التركيب الجنسي للسكان بنسبة 55% ذكور و45% إناث.

## وصلات خارجية
- www.CraigAK.com
- Community Information نسخة محفوظة 24 فبراير 2014 على موقع واي باك مشين.